# Kadiregowdanakote, Bangarapet
Kadiregowdanakote là một làng thuộc tehsil Bangarapet, huyện Kolar, bang Karnataka, Ấn Độ.